# Principios (álbum)
Principios es el álbum de estudio debut del cantante y compositor español Cepeda. Fue lanzado el 29 de junio de 2018 por Universal Music.

## Antecedentes
Durante la estancia de Cepeda en el concurso de canto televisado Operación Triunfo 2017 entre octubre de ese mismo año y enero del posterior, el cantante comenzó ya a trabajar en los temas que compondrían su primer álbum de estudio en solitario. Desde su salida del programa el 10 de enero de 2018 se reportó que el gallego había comenzado ya a grabar el tan anticipado disco. A finales del mes de marzo, Cepeda publicó un breve adelanto de "Por ti estaré", tema incluido en su álbum debut. En abril de 2018 Cepeda comenzó a dar a entender a sus seguidores en redes sociales que tanto su disco debut como el primer sencillo de este serían lanzados en las próximas semanas. Desde el 26 abril el cantante comenzó a tuitear casi diariamente una letra tras otra las cuales confeccionaban el nombre de su primer sencillo. Finalmente, el 7 de mayo se dio a conocer el nombre de este, "Esta Vez". Quince días después se reveló la fecha de lanzamiento de dicho tema mediante una nota la cual el cantante había enviado a uno de sus fanáticos en la cual se anunciaba que "Esta Vez" saldría al mercado el 1 de junio de 2018. 
Dos días después del lanzamiento del primer sencillo del álbum, Cepeda anunció que su disco debut, Principios, saldría a la venta el 29 de junio coincidiendo la fecha con el macro-concierto benéfico de la gira del elenco de Operación Triunfo 2017 en el Estadio Santiago Bernabéu de la ciudad de Madrid. Cepeda hace referencia con el título "Principios" a sus inicios en la música, a los principios éticos y al inicio de su trayectoria musical a escala internacional impulsada por el programa de TVE.
El 8 de junio de 2018, Cepeda reveló en sus redes sociales la contraportada del disco desvelando de tal manera las canciones que confeccionaban este.

## Promoción

### Sencillos
El 7 de mayo de 2018 Cepeda anunció su primer sencillo en solitario tras salir de la academia de Operación Triunfo, "Esta Vez". Pocas semanas después, este mismo y por la misma vía anunció que el sencillo saldría al mercado musical el 1 de junio a través de Universal Music. El vídeo musical y el tema fueron lanzados de manera simultánea. En unas horas, "Esta Vez" se convirtió en número uno de iTunes en ocho países: España, Argentina, Chile, Perú, Costa Rica, Ecuador, República Dominicana y Panamá. Cuatro días después de su estreno, el videoclip había sobrepasado las dos millones de reproducciones en YouTube. El sencillo fue interpretado por primera vez el 10 de junio en el Palau Sant Jordi de Barcelona como parte del set de canciones en su papel como telonero del grupo Queen + Adam Lambert. Tres días después, Cepeda volvió a tocar el tema en su versión a piano en el programa de televisión de TV3, Tot Es Mou. El 16 de junio acudió a Viva la Vida de Telecinco donde volvió a presentar "Esta Vez". Durante el concierto benéfico Caminando Juntos, celebrado el 29 de junio en el Estadio Santiago Bernabéu, Cepeda interpretó "Esta Vez" frente a más de 60,000 personas.

### Sencillos promocionales
Llegas tú fue escogida para ser lanzada como primer sencillo promocional del álbum el 22 de junio de 2018.  En la primera semana de junio se le escapaba a Cepeda en un encuentro digital con El Mundo que "Llegas tú", otra de sus composiciones que estará incluida en el disco, saldría a la luz antes que el disco y contará incluso con su propio videoclip.

## Desempeño comercial
A partir del 8 de junio se pudo reservar el álbum en diferentes sitios web. En las primeras 24 horas se reservaron más de 2000 unidades del disco en su edición física y se firmaron más de 3,000 ejemplares. Principios consiguió ser número uno en ITunes España, Argentina, República Dominicana y Perú. Cepeda consiguió uno de los debuts más brillantes en la historia del streaming en España pues el disco alcanzó los 1,09 millones de streams en las primeras 24 horas desde su publicación en Spotify. En su primera semana de lanzamiento entró en el N.º 1 de listas de ventas, permaneciendo en esta posición cinco semanas consecutivas y consigue el disco de oro tras vender más de 20 000 copias. Posteriormente , consiguió vender 40.000 copias, por lo que recibió el disco de Platino.

## Lista de canciones
| N.º   | Título                | Escritor(es)                                | Productor(es) | Duración |  |
| 1.    | «Si me dices»         | Luis Cepeda · David Santisteban · Dani Ruiz | Santisteban   | 3:29     |  |
| 2.    | «Esta vez»            | Cepeda · Santisteban · Riki Rivera          | Santisteban   | 3:43     |  |
| 3.    | «Por ti estaré»       | Cepeda · Santisteban · Daniel Oriza         | Santisteban   | 3:28     |  |
| 4.    | «Me da igual»         | Cepeda · Santisteban                        | Santisteban   | 3:02     |  |
| 5.    | «Mi musa»             | Cepeda                                      | Santisteban   | 3:22     |  |
| 6.    | «El silencio dijo sí» | Cepeda · Andrés Suárez                      | Santisteban   | 2:49     |  |
| 7.    | «723»                 | Cepeda · Santisteban · Oriza                | Santisteban   | 3:30     |  |
| 8.    | «Llegas tú»           | Cepeda                                      | Santisteban   | 3:14     |  |
| 9.    | «Imperfecto»          | Cepeda · Santisteban · Oriza                | Santisteban   | 3:56     |  |
| 10.   | «Pídeme la vida»      | Cepeda                                      | Santisteban   |          |  |
| 33:10 |                       |                                             |               |          |  |

## Reedición
Cepeda comenzó a dar adelantos de lo que en teoría sería su nuevo disco en septiembre de 2018. Dos meses después dio a conocer a sus fanáticos vía Twitter que lo que se venía no era un nuevo disco sino una reedición de 'Principios', su álbum debut. Para este proyecto, el gallego ha contado con la participación de David Santisteban y John Caballés en la producción. Las grabaciones para dicho proyecto comenzaron en agosto de 2018 y finalizaron en marzo de 2019 según anunció el cantante. Varios temas ya fueron interpretados de manera esporádica en diferentes fechas de la Gira Principios (2018-2020). Según Cepeda, este fue un disco centrado en el desamor y que contará con varias colaboraciones; una de las cuales es con la cantante española India Martinez o Antonio José. El cantante ha estado involucrado en todo el proceso de composición del disco.
El 7 de mayo de 2019, Cepeda anunció el primer sencillo de la reedición, la cual anunció una semana después que llevaría el título de 'Nuestros Principios'. Dicho sencillo se trata de 'Mi Reino', el cual fue lanzado el 24 de mayo de ese mismo año. El 13 de mayo el cantante sorprendió a su público publicando una canción inédita cantada en acústico y titulada 'Tú desnuda'. Dicho tema está incluido en el álbum. Cepeda desveló la portada de Nuestros Principios el 18 de mayo así como los temas que lo componían, al día siguiente. La fecha de lanzamiento del álbum fue anunciada el 20 de mayo. Este salió al mercado el 14 de junio.
De septiembre de 2019 a enero de 2020, Cepeda se embarcó en una gira conjunta con la que fue su compañera en Operación Triunfo 2017, Ana Guerra. Dicha gira es patrocinada por imaginBank por lo que lleva su nombre. También es conocida como Cepeda X Ana Guerra.

## Apariciones públicas

### Firmas del disco
El 21 de junio, Cepeda confirmó mediante sus redes sociales una gira de firmas en varios centros comerciales de España de su primer trabajo discográfico Principios. Dicha gira comenzó el 1 de julio de 2018 en Madrid y finalizó el 19 de julio de ese mismo año en Málaga, siendo diez las firmas realizadas durante dicho periodo de tiempo.

### Gira de conciertos
El mismo día del lanzamiento del álbum, es decir, el 29 de junio, fueron desveladas las primeras fechas para la primera gira en solitario de Cepeda. Este tour lleva el nombre de 'Gira Principios'. El inicio de esta fue programado para el 10 de octubre en el Espacio Zity de la ciudad de Zaragoza dentro de las Fiestas del Pilar, mientras que el final fue el 25 de enero de 2020 en Figueras (Gerona). La gira contó con cuarenta y un eventos en España entre octubre de 2018 y enero de 2020. El 21 de noviembre de 2019 anuncia que cruzará el charco para dar su primer concierto en Latinoamérica, en Buenos Aires (Argentina) logrando colgar el cartel de agotado en menos de 10h. Debido a la crisis mundial del coronavirus se ve obligado a aplazar los conciertos de Argentina que finalmente se celebrarán en octubre. La empresa promotora de la 'Gira Principios' es Clipper's Live.
| Fecha                    | Ciudad                  | Recinto                          | Sold Out | Aforo  |
| 10 de octubre de 2018    | Zaragoza                | Espacio Zity                     |          | 25 000 |
| 12 de octubre de 2018    | Córdoba                 | Teatro Axerquía                  |          | 2 464  |
| 16 de noviembre de 2018  | Granada                 | Palacio de Congresos             |          | 1 962  |
| 5 de diciembre de 2018   | Gerona                  | Auditorio de Gerona              | No       | 1 200  |
| 21 de diciembre de 2018  | Alicante                | Auditorio de la Diputación       | No       | 1 146  |
| 23 de diciembre de 2018  | San Sebastián           | Kursaal                          |          | 1 794  |
| 12 de enero de 2019      | Murcia                  | Auditorio Víctor Villegas        |          | 1 696  |
| 19 de enero de 2019      | Málaga                  | Málaga Auditorium Club           | No       | 1 254  |
| 25 de enero de 2019      | Orense                  | Auditorio Municipal              | No       | 925    |
| 26 de enero de 2019      | Orense                  | Auditorio Municipal              |          | 925    |
| 1 de febrero de 2019     | Mallorca                | Auditorium Sala Magna            |          | 1 609  |
| 8 de febrero de 2019     | Valencia                | Palacio de las Artes Reina Sofía | No       | 1 506  |
| 9 de febrero de 2019     | Valencia                | Palacio de las Artes Reina Sofía | No       | 1 506  |
| 12 de febrero de 2019    | Barcelona               | Sala BARTS                       | N [ 37 ] | 900    |
| 13 de febrero de 2019    | Barcelona               | Sala BARTS                       | N [ 37 ] | 900    |
| 16 de febrero de 2019    | Santiago                | Palacio de Congresos             |          | 1 594  |
| 22 de febrero de 2019    | Tarragona               | Palacio de Congresos             | No       | 1 145  |
| 24 de febrero de 2019    | Pamplona                | Baluarte                         |          | 1 568  |
| 27 de febrero de 2019    | Sevilla                 | Fibes                            |          | 3 134  |
| 2 de marzo de 2019       | Logroño                 | Riojaforum                       |          | 1 223  |
| 8 de marzo de 2019       | Salamanca               | CAEM                             |          | 1 218  |
| 9 de marzo de 2019       | Barcelona               | Gran Teatro del Liceo            | No       | 2 292  |
| 11 de marzo de 2019      | Madrid                  | Teatro Nuevo Apolo               | N [ 38 ] | 1 000  |
| 16 de marzo de 2019      | Cáceres                 | Palacio de congresos             |          | 1 281  |
| 18 de marzo de 2019      | Madrid                  | Teatro Nuevo Apolo               | N [ 38 ] | 1 000  |
| 19 de marzo de 2019      | Madrid                  | Teatro Nuevo Apolo               | No       | 1 000  |
| 30 de marzo de 2019      | Orihuela                | Teatro Circo Atanasio Díe Marín  |          | 983    |
| 3 de abril de 2019       | Sabadell                | Teatre La Faràndula              |          | 1 060  |
| 6 de abril de 2019       | Vigo                    | Auditorio Mar de Vigo            |          | 1 421  |
| 12 de abril de 2019      | Cartagena               | Auditorio El Batel               |          | 1 401  |
| 13 de abril de 2019      | Roquetas de Mar         | Auditorio Roquetas de Mar        |          | 1 200  |
| 27 de abril de 2019      | Valladolid              | Centro Cultural Miguel Delibes   |          | 1 453  |
| 17 de mayo de 2019       | Torrevieja              | Auditorio de Torrevieja          |          | 1 450  |
| 18 de mayo de 2019       | Albacete                | Palacio de Congresos             |          | 1 200  |
| 21 de junio de 2019      | Toledo                  | Paseo de la vega                 |          | TBD    |
| 21 de julio de 2019      | Sancti Petri            | Escenario Lenovo                 |          | TBD    |
| 2 de agosto de 2019      | Nerja                   | Jardines Cueva de Nerja          |          | 1 700  |
| 10 de agosto de 2019     | Cabra                   | Auditorio Alcalde Juan Muñoz     |          | 3 500  |
| 31 de agosto de 2019     | Valdepeñas              | Plaza de España                  |          | TBD    |
| 7 de septiembre de 2019  | Boimorto                | Festival de la Luz               | No       | 5000   |
| 25 de enero de 2020      | Figueras                | Teatre Jardí                     |          | 910    |
| 11 de octubre de 2020    | Buenos Aires, Argentina | The Roxy Live                    | No       | 400    |
| 12 de octubre de 2020    | Buenos Aires, Argentina | La Trastienda                    |          | 700    |
| Cepeda X Ana Guerra      |                         |                                  |          |        |
| 28 de septiembre de 2019 | Valencia                | Palacio de las Artes Reina Sofía |          | 1 506  |
| 4 de octubre de 2019     | Palma                   | Trui Teatre                      |          | 1 204  |
| 11 de octubre de 2019    | Santa Cruz              | TBA                              |          | TBD    |
| 18 de octubre de 2019    | Granada                 | Palacio de Congresos             | No       | 1 962  |
| 19 de octubre de 2019    | Murcia                  | Sala Gamma                       |          | 2 000  |
| 26 de octubre de 2019    | Don Benito              | FEVAL                            |          | TBD    |
| 22 de noviembre de 2019  | Bilbao                  | Santana 27                       |          | 1 514  |
| 26 de noviembre de 2019  | Madrid                  | Palacio Vistalegre               |          | 13 000 |
| 30 de noviembre de 2019  | León                    | Auditorio Ciudad de León         |          | 1 133  |
| 13 de diciembre de 2019  | Sevilla                 | Cartuja Center                   |          | 4 500  |
| 14 de diciembre de 2019  | Málaga                  | Málaga Auditorium Club           |          | 1 254  |
| 19 de diciembre de 2019  | Santiago                | Palacio de Congresos             | No       | 1 594  |
| 20 de diciembre de 2019  | Gijón                   | Sala Albéniz                     | No       | 1 212  |
| 21 de diciembre de 2019  | Zaragoza                | Sala Multiusos                   |          | 1 900  |
| 11 de enero de 2020      | Santa Cruz de Tenerife  | Aguere Espacio Cultural          |          | 455    |
| 17 de enero de 2020      | Pamplona                | Sala Totem                       |          | 1 000  |
| 21 de enero de 2020      | Barcelona               | Gran Teatro del Liceo            |          | 2 292  |

#### Conciertos cancelados
| Fecha               | Ciudad    | Recinto             | Motivo                                                                                           |
| 28 de abril de 2019 | La Coruña | Palacio de la Ópera | Uso del recinto como lugal electoral durante las Elecciones Generales de España de abril de 2019 |

## Lista de canciones
| CD1   |                       |                                             |               |          |  |
| N.º   | Título                | Escritor(es)                                | Productor(es) | Duración |  |
| 1.    | «Si me dices»         | Luis Cepeda · David Santisteban · Dani Ruiz | Santisteban   | 3:29     |  |
| 2.    | «Esta vez»            | Cepeda · Santisteban · Riki Rivera          | Santisteban   | 3:43     |  |
| 3.    | «Por ti estaré»       | Cepeda · Santisteban · Daniel Oriza         | Santisteban   | 3:28     |  |
| 4.    | «Me da igual»         | Cepeda · Santisteban                        | Santisteban   | 3:02     |  |
| 5.    | «Mi musa»             | Cepeda                                      | Santisteban   | 3:22     |  |
| 6.    | «El silencio dijo sí» | Cepeda · Andrés Suárez                      | Santisteban   | 2:49     |  |
| 7.    | «723»                 | Cepeda · Santisteban · Oriza                | Santisteban   | 3:30     |  |
| 8.    | «Llegas tú»           | Cepeda                                      | Santisteban   | 3:14     |  |
| 9.    | «Imperfecto»          | Cepeda · Santisteban · Oriza                | Santisteban   | 3:56     |  |
| 10.   | «Pídeme la vida»      | Cepeda                                      | Santisteban   |          |  |
| 33:15 |                       |                                             |               |          |  |

| CD2     |                                          |                                       |               |          |  |
| N.º     | Título                                   | Escritor(es)                          | Productor(es) | Duración |  |
| 11.     | «Mi reino»                               | Cepeda · Santisteban                  | Santisteban   | 3:01     |  |
| 12.     | «Fuimos vida»                            | Cepeda · Santisteban · Oriza          | Santisteban   | 3:46     |  |
| 13.     | «La canción al revés» (con Antonio José) | Cepeda · Antonio José · Santisteban   | Santisteban   | 3:36     |  |
| 14.     | «Te quiero disparar»                     | Cepeda · John Caballés                | Caballés      | 3:28     |  |
| 15.     | «Vuela»                                  | Cepeda · Andrés Terrón · Caballés     | Caballés      | 4:13     |  |
| 16.     | «Más que nada» (con India Martínez)      | Cepeda · Santisteban · India Martínez | Santisteban   | 3:51     |  |
| 17.     | «Cuando no estés»                        | Cepeda · Caballés · Iván Herzog       | Caballés      | 3:16     |  |
| 18.     | «Seis»                                   | Cepeda · Santisteban · Bob Benozzo    | Santisteban   | 3:03     |  |
| 19.     | «Tú desnuda»                             | Cepeda · Santisteban · Kai Etxaniz    | Santisteban   | 3:00     |  |
| 1:04:00 |                                          |                                       |               |          |  |

## Historial de lanzamiento
| Región | Fecha                  | Formato              | Discográfica    |
| ------ | ---------------------- | -------------------- | --------------- |
| Mundo  | 29 de junio de 2018    | CD, descarga digital | Universal Music |
| España | 9 de noviembre de 2018 | Vinilo               | Universal Music |

## Listas
| España | PROMUSICAE | 1 |

## Certificaciones
| País   | Organismo certificador | Certificación | Ventas certificadas | Ref.   |
| ------ | ---------------------- | ------------- | ------------------- | ------ |
| España | PROMUSICAE             | Platino       | 40 000              | [ 23 ] |